# Dissonance ludonarrative
Pour les articles homonymes, voir Dissonance.
Une dissonance ludonarrative est un conflit entre le récit d'un jeu vidéo raconté à travers l'histoire et le récit raconté à travers le gameplay. Le terme « Ludonarratif » est un mot composé à partir de ludo (le jeu) et de narration,.

## Naissance du concept
La notion de dissonnance ludonarrative est construite par l'ancien développeur de Lucas Arts et alors game designer chez Ubisoft Clint Hocking (en) dans un essai critique sur le jeu vidéo BioShock. Hocking se sert de la notion pour décrire la tension et les possibles incohérences qui peuvent naître entre le propos du jeu et les actions du joueur : en l'occurrence entre les mécaniques du jeu qui offrent une certaine liberté d'action, notamment d'adopter une trajectoire objectiviste en lien avec les thématiques développées par BioShock, et le scénario du jeu qui ne laisse pas cette liberté de choix au joueur.